# Рингебу
Ри́нгебу (норв. Ringebu) — коммуна в губернии Оппланн в Норвегии. Административный центр коммуны — город Волебру. Официальный язык коммуны — нейтральный. Население коммуны на 2007 год составляло 4532 чел. Площадь коммуны Рингебу — 1247,53 км², код-идентификатор — 0520.

## История населения коммуны
Население коммуны за последние 60 лет.

Статистика коммуны Рингебу